# The Walls
The Walls ist eine Rockband aus Irland, die 1998 von zwei Ex-Mitgliedern der Band The Stunning gegründet wurde. Sie spielte im Jahr 2002 mit U2 und den Red Hot Chili Peppers. Drei Jahre später hatte sie einen Auftritt mit Bob Dylan in Galway. Die Band steht bei Dirtbird Records unter Vertrag.
Ein Remix vom Album Hi-Lo durch Bone Deep war in Irland sehr populär. Einige Songs wurden im Fernsehen und in Filmen genutzt, so in Bachelor’s Walk, Dead Bodies, Goldfish Memory und On the Edge.
2002 erschien das Lied To the Bright and Shining Sun, das bis auf Platz 11 der irischen Charts gelangte. Das zweite Album New Dawn Breaking erreichte 2005 Platz 5 in den irischen Charts.

## Diskografie
Alben
- 2000: Hi-Lo
- 2005: New Dawn Breaking
- 2012: Stop The Lights
- 2023: Stray Sparks

Singles und EPs
- 1999: The Night I Called It a Day
- 1999: Broken Boy
- 2000: Something’s Wrong
- 2000: Some Kind of a Girl
- 2002: To the Bright and Shining Sun
- 2004: Drowning Pool EP
- 2005: Black and Blue
- 2011: Bird In a Cage EP